# Uropetala carovei
Uropetala carovei е вид водно конче от семейство Petaluridae. Видът не е застрашен от изчезване.

## Разпространение
Разпространен е в Нова Зеландия (Северен остров и Южен остров).

## Описание
Популацията на вида е стабилна.